# Big Eden
Big Eden (Alternativtitel Big Eden … ein kleines Wunder) ist ein US-amerikanischer Film aus dem Jahr 2000, bei dem Thomas Bezucha Regie führte und das Drehbuch schrieb.

## Handlung
Der Film handelt von dem erfolgreichen, homosexuellen Künstler Henry Hart, der sein bisheriges Berufsleben in New York City verbrachte. Er kehrt in seine Heimatstadt in Montana zurück, wo er seinen sterbenden Großvater pflegen will. Als er zurückkehrt, wird er mit seinen ungelösten Gefühlen zu seinem Highschool-Freund Dean Stewart konfrontiert. Gleichzeitig beginnt er, sich in den schüchternen Pike Dexter, den Besitzer eines örtlichen Warenhauses, zu verlieben.
Auffällig ist im Film das völlige Fehlen von Homophobie in der Heimatstadt.

## Kritik
„Vorzüglich fotografierte, behutsam und mit großem Einfühlungsvermögen entwickelte Geschichte einer homosexuellen Begegnung. Zugleich gewährt der Film kenntnisreich Einblicke in das Leben einer ländlichen Gemeinde in der amerikanischen Provinz.“

„Es ist nicht so, als hätte der Film keine Anmut und Wärme. Bis der Film unerträglich schmalzig wird, hat die Geschichte einen gewissen Charme.“

## Hintergrund

### Produktionsort
Der Film wurde in Montana gedreht; überwiegend wurde im und in der Nähe des Glacier National Parks gefilmt. Das Schulgebäude befindet sich in West Glacier und die Wohnhäuser im Film wurden am Strand von Lake McDonald errichtet. Das Warenhaus von Pike Dexter ist ein Gebäude in Swan Lake, Montana.

### Veröffentlichung
Der Film startete am 1. Juni 2001 in den Kinos und konnte 512.451 US-Dollar einspielen.

### Filmmusik
- George Jones: „Don't Let the Stars Get in Your Eyes“ (von dem 1964 United Artist Album 'The Race Is On')
- Dwight Yoakum: „A Thousand Miles From Nowhere“ (1993, Reprise/Warner Bros.)
- Buck Owens: „Together Again“ (1965, Capitol)
- Jim Reeves: „Welcome To My World“ (1963, RCA Victor)
- Skeeter Davis: „Optimistic“ (1961, RCA Victor)
- Lucinda Williams: „Something About What Happens When We Talk“ (von ihrem 1993 Album 'Sweet Old World')
- George Jones: „Achin' Breakin' Heart“ (1962, Mercury)
- David Allan Coe: „A Sad Country Song“ (1974, Epic/CBS)
- Lari White: „Wishes“ (von ihrem 1994 RCA Album "Wishes')
- Dwight Yoakum & Patty Loveless: „Send A Message To My Heart“ (1992, Reprise/Warner Bros.)

## Preise
- 2000 L.A. Outfest: Publikumspreis – Outstanding Narrative Feature; Jurypreis – Ausgezeichneter Schauspieler in einem Feature Film: Eric Schweig
- 2000 San Francisco International Lesbian & Gay Film Festival: Publikumspreis – Bestes Feature
- 2000 Seattle Lesbian & Gay Film Festival: Publikumspreis – Favorite Narrative Feature
- 2000 Cleveland International Film Festival: Bester US-amerikanischer Independent Feature Film; Bester Film
- 2001 Florida Film Festival: Publikumspreis – Bestes Narrative Feature
- 2001 Miami Gay and Lesbian Film Festival: Jurypreis – Bestes Fiction Feature
- 2001 Toronto Inside Out Lesbian and Gay Film and Video Festival: Publikumspreis – Bester Feature Film oder Video